# NGC 1006
NGC 1006 (również NGC 1010 lub PGC 9949) – galaktyka spiralna (Sc), znajdująca się w gwiazdozbiorze Wieloryba.
Odkrył ją Édouard Jean-Marie Stephan 21 listopada 1876 roku, a jego obserwacja została skatalogowana przez Dreyera jako NGC 1010. Niezależnie odkrył ją Lewis A. Swift 29 września 1886 roku, jego obserwacja znalazła się w katalogu Dreyera jako NGC 1006.